# 高等電気学校
高等電気学校（仏語: École supérieure d'électricité、エコール・シュペリウール・デレクトリシテ）は、かつて存在したフランスの理工系グランゼコール。略称はSupélec（シュペレック、フランス語発音: [sypelɛk]）。
フランスで最も権威のある理工系グランゼコールの一つで、電気工学、情報科学、エネルギー研究のトップ校であった。
2015年にエコール・サントラル・パリと統合し、サントラル・シュペレックとなった。

## 歴史
1894年、エルテール・マスカールにより創立。当時活況を呈していた電気産業のエンジニアの教育を目標としていた。

## 著名な出身者
- ピエール・ベジェ
- ピエール・ブール
- ティエリー・ブルトン
- ルイ・ブレゲー
- ピエール・シェフェール

## 注意事項と参考資料
1. ↑  Supélec key figures